# Procythereis (Serratocythere) lyttletonensis
Procythereis (Serratocythere) lyttletonensis is een mosselkreeftjessoort uit de familie van de Hemicytheridae. De wetenschappelijke naam van de soort is voor het eerst geldig gepubliceerd in 1982 door Hartmann.